# Terp Records
Terp Records est un label de musique indépendant produisant de la musique improvisée et de la musique africaine (en particulier d’Éthiopie). Le label est à l'initiative du groupe The Ex. La première production de Terp Records remonte à 1998 avec l'album du trio Mandingue Djibril Diabate, Fassery Diabate et Mahamadou Kamissoko, à la suite de leur rencontre avec The Ex en 1997. Par la suite, le label a produit les albums de musique expérimentale de Terrie Hessels (aka Terrie Ex) et les groupes africains qu'ils ont rencontrés.

## Principaux artistes
- Getatchew Mekurya
- Konono n°1
- Terrie Ex
- The Ex
- Mohammed "Jimmy" Mohammed
- Zerfu Demissie